# تونی کنپ
تونی کنپ (انگلیسی: Tony Knapp؛ زادهٔ ۱۳ اکتبر ۱۹۳۶) بازیکن فوتبال اهل بریتانیا است.
از باشگاه‌هایی که در آن بازی کرده‌است می‌توان به باشگاه فوتبال ترانمره راورز، باشگاه فوتبال ساوت‌همپتون، باشگاه فوتبال کاونتری سیتی، باشگاه فوتبال پول تاون، و باشگاه فوتبال لستر سیتی اشاره کرد.